# Kostel Nejsvětější Trojice (Klášterec nad Ohří)
Kostel Nejsvětější Trojice v Klášterci nad Ohří je římskokatolický farní kostel. Tato barokní stavba je nejvýznamnější církevní památkou v Klášterci nad Ohří. Od roku 1963 je kostel chráněn jako kulturní památka.

## Historie
Místo pro stavbu nového farního kostela vybral Jan Zikmund Thun, který se realizace stavby již nedožil. Tu po jeho smrti uskutečnil až jeho syn, Michael Osvald z Thun-Hohensteinu, v letech 1665–1670. Plány na stavbu kostela pochází z dílny italského architekta Carla Luraga a stavbu realizoval vlašský stavitel a štukatér Rossi de Luca. Kostel by vysvěcen 21.9.1670, vysvětil ho bratr Michala Osvalda, biskup Václav z Thun-Hohensteinu, a ten také daroval kostelu hlavní oltář zasvěcený Nejsvětější Trojici. V této době byl také vyklizen starý farní kostel a přestal být využíván.

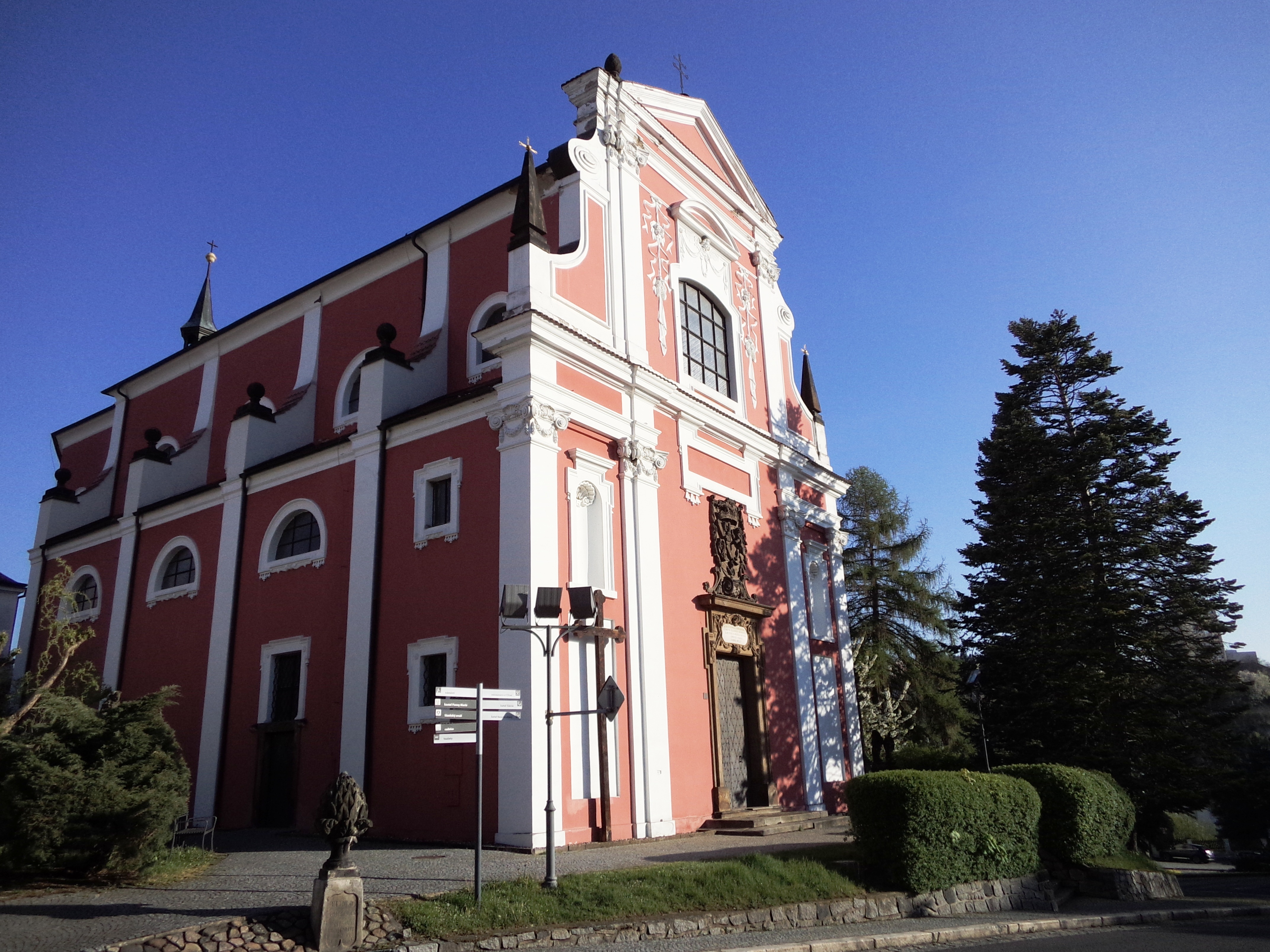
Kostel Nejsvětější Trojice v Klášterci nad Ohří

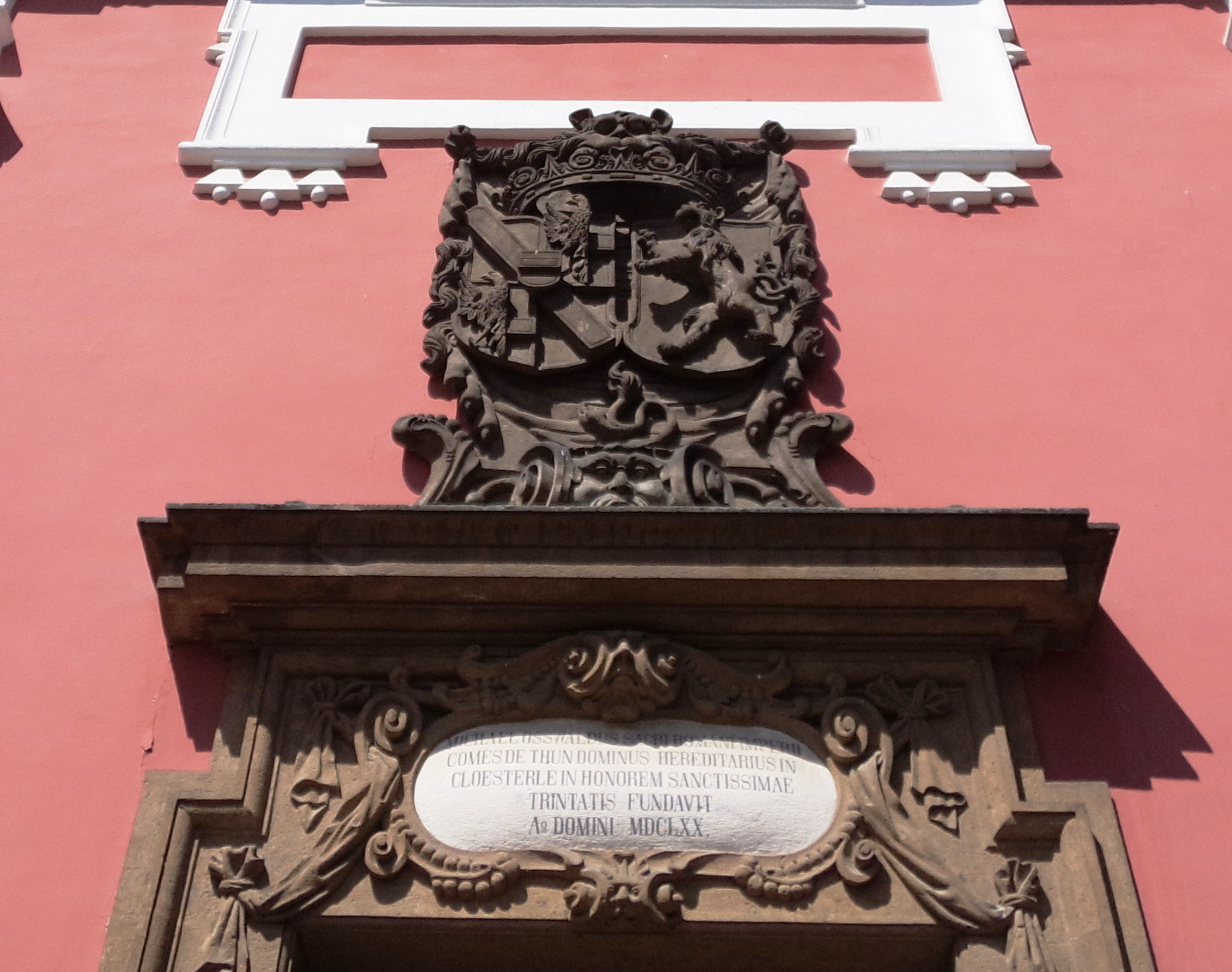
Erb Thunů na průčelí kostela

Zděná zvonice byla k severní straně kostela přistavěna pravděpodobně v roce 1850. Vnitřní stěny kostela rozčlenilo osm bočních pravoúhlých kaplí, nad nimiž vznikly tribuny. Pravděpodobně z Rakouska či Bavorska sem byla dopravena hodnotná kazatelna a některé boční sloupové oltáře.
Farní kostel Nejsvětější Trojice úspěšně přestál několik požárů, v roce 1884 byla provedena rozsáhlá a důkladná renovace, došlo k nové výmalbě, nově byly upraveny oltáře a byla zasazena nová barevná okna, která kostelu věnovali místní ochotníci. Další oprava se uskutečnila až roku 1936 a ta poslední v roce. 2003, kdy v kostele byla opravena vnitřní fasáda, štuky a byl litoměřickým biskupem Josefem Kouklem znovupožehnán po opravě. V roce 1993 byla v tomto kostele obnovena a veřejnosti zpřístupněna thunská hrobka původně ze 17. století, s novějším porcelánovým rodokmenem zdejších Thun-Hohensteinů. Kostel a hrobku je možné si prohlédnout v rámci jednoho z prohlídkových okruhů kláštereckého zámku.
Kostel slouží svému účelu, konají se v něm pravidelné bohoslužby. Zároveň je využíván i jako místo pro konání koncertů a dalších kulturních akcí. V období adventu je to výstava betlémů, které tvoří děti z kláštereckých mateřských škol, či zde gymnazisté pod vedením svých pedagogů hrají divadelní představení v rámci akce Kometa, kterou se v Klášterci nad Ohří slaví svátek Tří králů.

## Popis

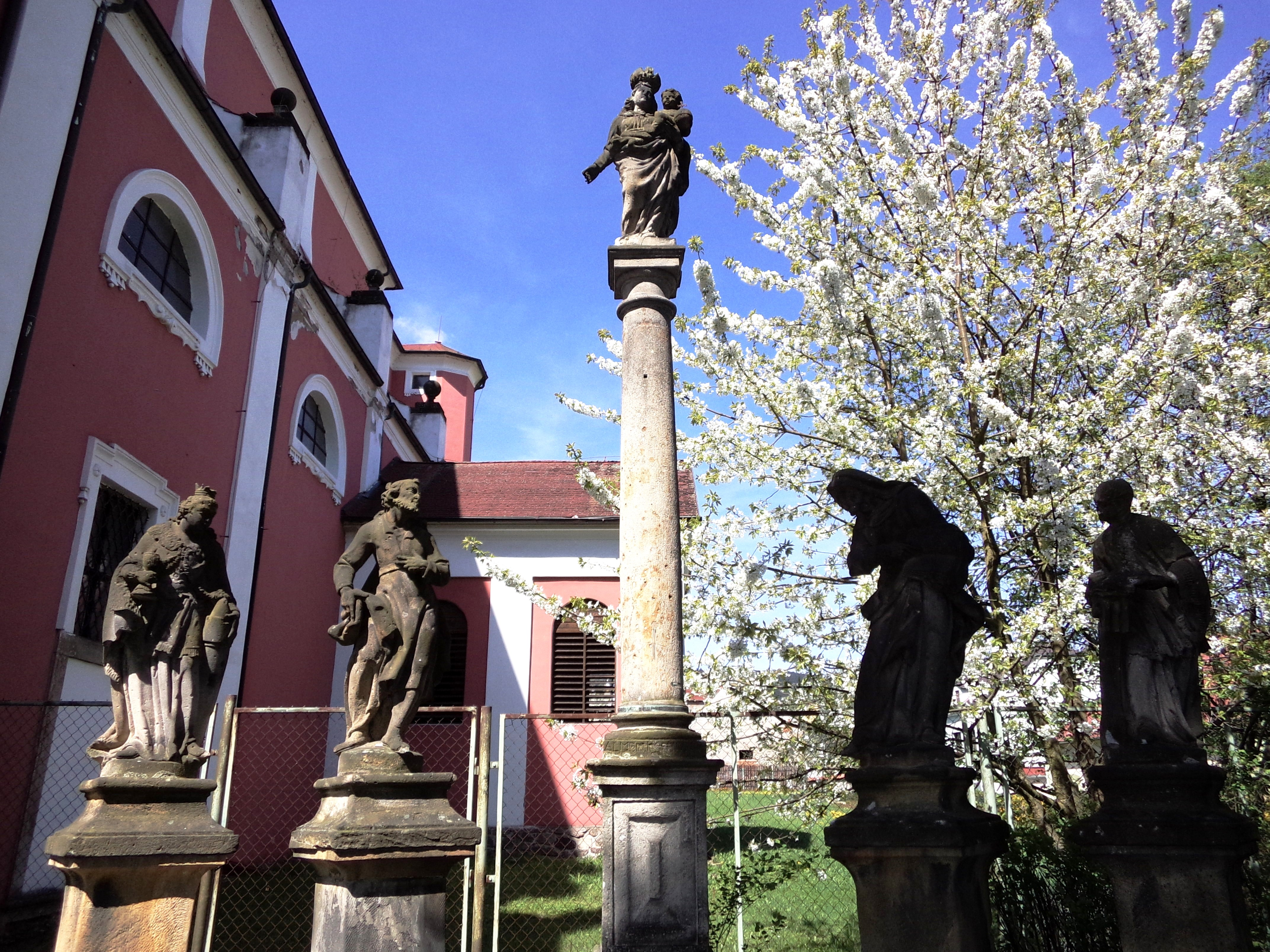
Mariánský sloup se sochami světců u kostela Nejsvětější Trojice

Kostel je jednolodní, s polygonálním (mnohoúhelníkovým) presbytářem (neboli kněžištěm), severní sakristií a oratoří (tj. modlitebnou), vyhrazenou pro šlechtu. Na hlavním průčelí kostela je štít se znakem hraběte Michaela Thuna a jeho manželky, rozené hraběnky v Lodronu. Klenby v kostele jsou valené, v hlavním prostoru s lunetami a jsou bohatě zdobeny ornamenty. Zařízení pochází většinou z doby výstavby, včetně oltáře se sochami svatého Michaela a svatého Václava a s obrazy Nanebevzetí Panny Marie a Nejsvětější Trojice.
V průběhu druhé světové války přišel kostel o svůj zvon. Ten byl nahrazen zvonem z evangelické farnosti v Milspe-Rüggeberg nedaleko Wuppertalu, který sem byl dopraven díky iniciativě současného kláštereckého faráře Artura Ściany dne 16. února 2015. Nový zvon, který se rozezněl poprvé 5. dubna 2015, se jmenuje Michael.

## Galerie

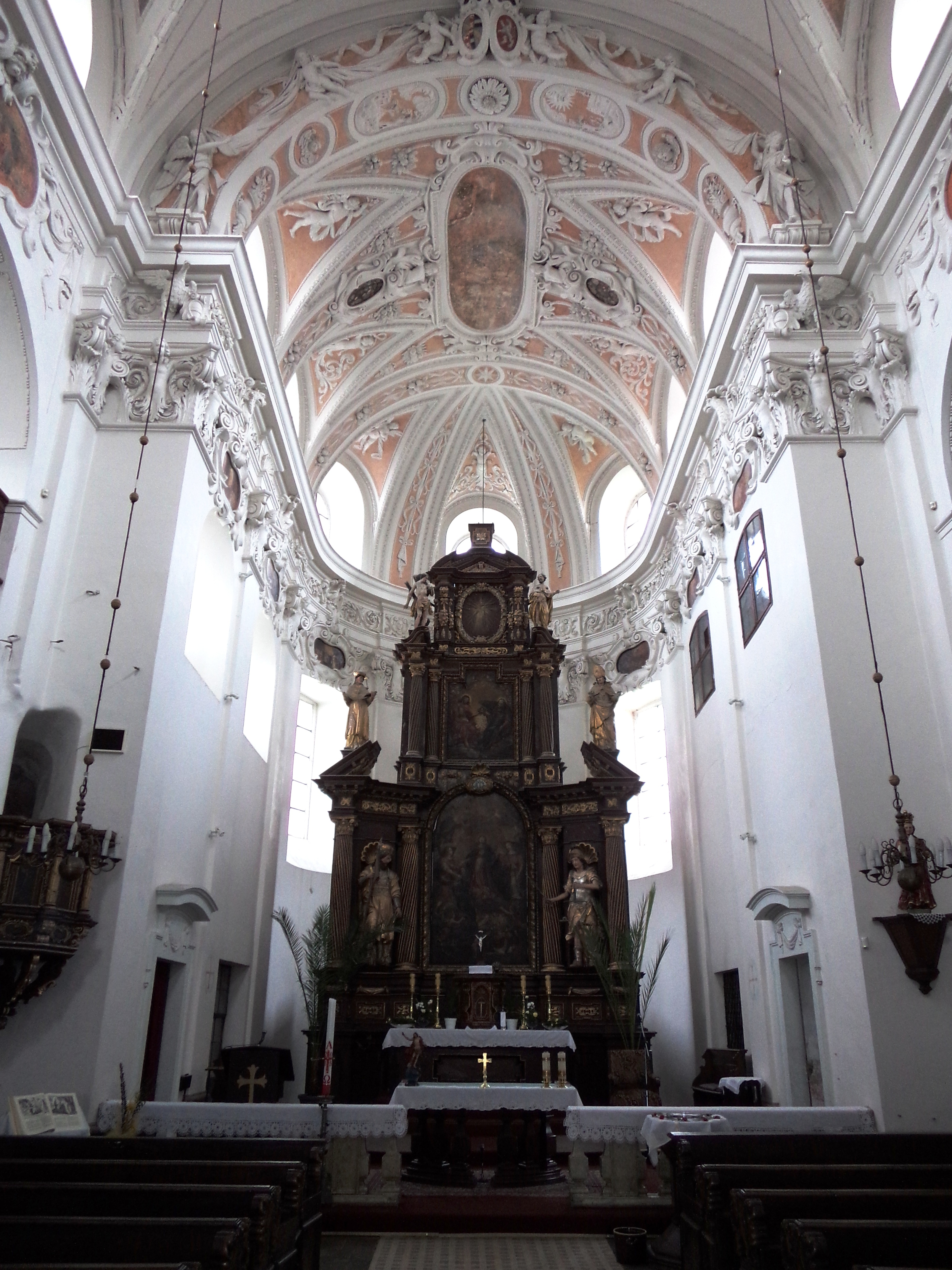
Interiér kostela
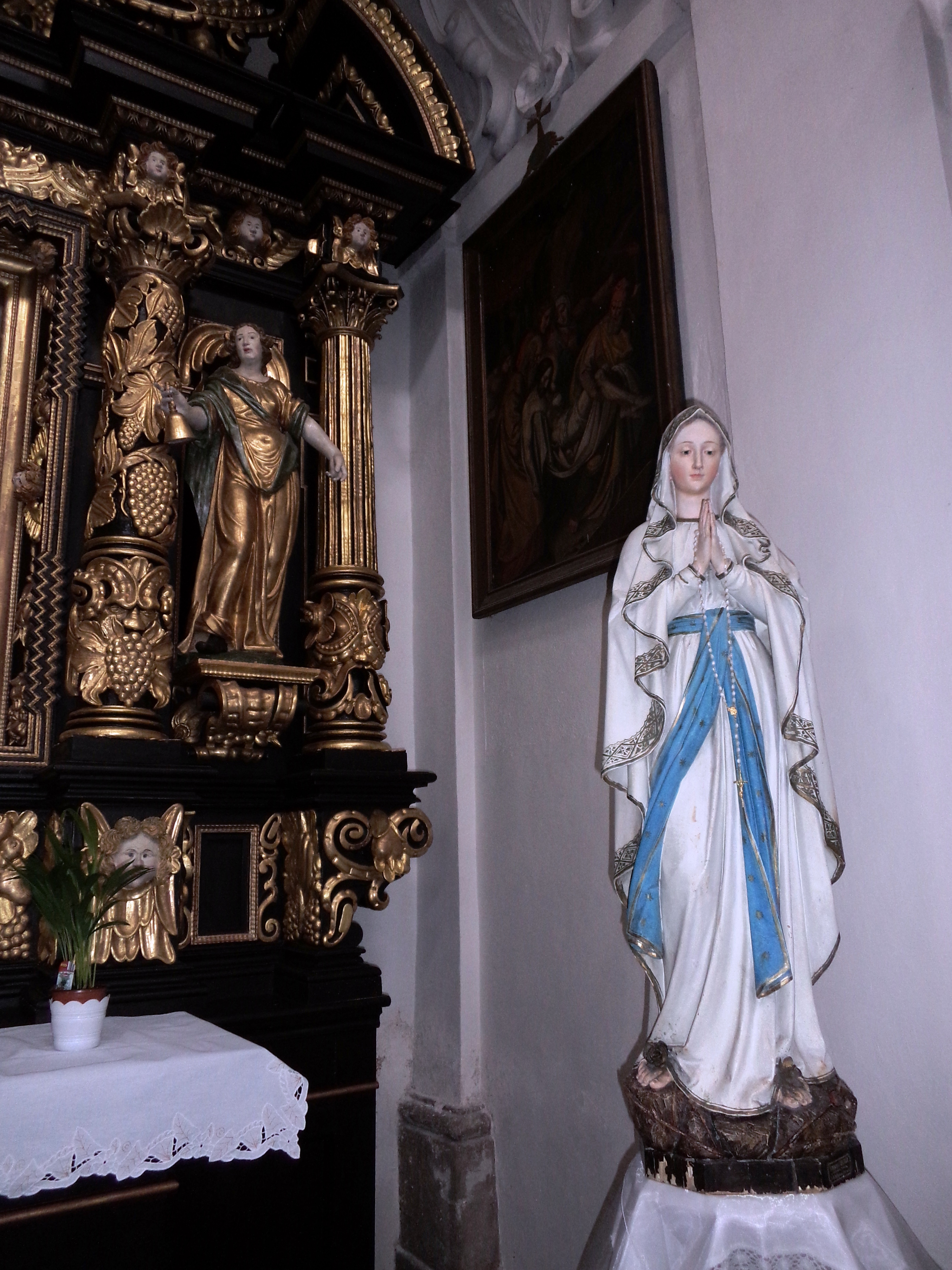
Část sochařské výzdoby
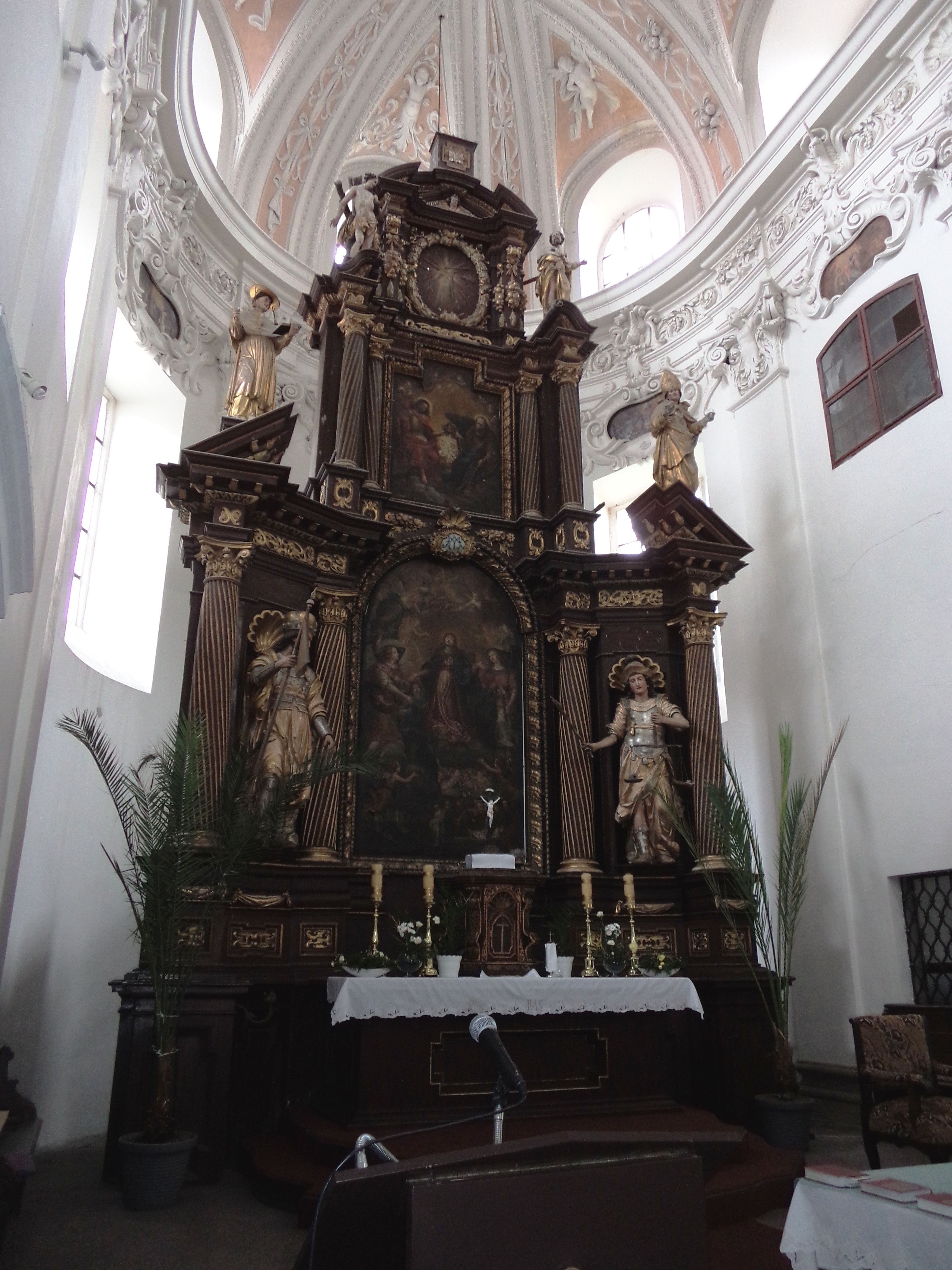
Oltář